# La Flibustière des Antilles
Pour plus de détails, voir Fiche technique et Distribution.
La Flibustière des Antilles (Anne of the Indies) est un film américain réalisé par Jacques Tourneur, sorti en 1951.

## Synopsis
En s'emparant d'un navire anglais, l'équipage du Sheba Queen, un vaisseau pirate découvre dans ses cales un prisonnier. Amené devant le redoutable capitaine Anne Providence, Pierre François La Rochelle explique qu'il était le capitaine du Mary O'Brien, un bateau corsaire battant pavillon français jusqu'à sa capture par les Britanniques. Le capitaine Providence décide de l'épargner et l'engage comme navigateur. Elle ordonne alors de prendre le cap de Nassau, où le butin sera partagé.
À Nassau, ils retrouvent Barbe Noire, qui a appris la piraterie à Providence depuis son enfance. Alors qu'un duel amical a lieu entre le maître et son élève, La Rochelle s'éclipse. Des heures plus tard, alors qu'il remonte à bord, il est amené de force devant le Capitaine Providence par Dugal, son bras droit. Celle-ci lui demande les raisons de son absence, mais le français refuse de répondre, et par conséquent est jeté aux fers. Le lendemain, il est fouetté jusqu'à perdre connaissance puis porté dans la cabine du capitaine. Providence découvre dans ses poches la moitié d'une carte, censée montrer le chemin vers le trésor du capitaine Henry Morgan. Elle passe alors un marché avec le prisonnier : un partage à parts égales du trésor, en échange de toutes les informations qu'il possède. La Rochelle accepte et explique qu'il a rencontré à Nassau un vieux compagnon du capitaine Morgan, qui lui a dit que l'autre moitié de la carte se trouvait à Port Royal, un port anglais situé en Jamaïque.
Alors qu'ils font une escale dans une crique pour nettoyer la coque du Sheba Queen, ils sont rejoints par Barbe Noire, qui affirme avoir vu La Rochelle parmi les officiers présents lors de la pendaison d'un pirate. L'accusé se défend en expliquant qu'il y était comme tous les officiers en poste, mais qu'il n'a participé ni à la capture ni à la pendaison en elle-même. Le Capitaine Providence le croit et va jusqu'à tenir tête à Barbe Noire, en vertu de son droit à prendre les décisions concernant son équipage. Furieux, Barbe Noire part en promettant de se venger.
Quelques jours plus tard, alors que le Sheba Queen mouille au large de Port Royal, hors de portée des longues-vues anglaises, La Rochelle se rend à terre accompagné de Dugal et de quelques hommes. La Rochelle se rend seul en ville, où il rencontre des officiers anglais : on apprend alors que cela faisait des mois qu'il voyageait en tant que prisonnier sur des navires britanniques, ceci afin de tendre un piège au Capitaine Providence, connue pour sa haine des anglais. En échange de la capture de la femme-pirate, La Rochelle devait récupérer le Mary O'Brien. Des navires sont aussitôt envoyés à l'assaut du Sheba Queen, tandis que La Rochelle retrouve sa femme, Molly. Toutefois, Dugal qui avait suivi le français, a tout entendu, et s'empresse d'alerter son capitaine. Furieuse, Providence et son équipage s'enfuient, avant de se détourner vers le nord de la Jamaïque.
Le lendemain, La Rochelle tente de récupérer son bateau, mais on lui explique qu'étant donné l'échec de la capture le marché n'est pas rempli. On lui propose alors de commander un navire composé d'un équipage de pirates, dont la mission sera de piller et de ramener une part des butins aux officiers de Port Royal. La Rochelle refuse, mais lorsqu'en rentrant chez lui il découvre que sa femme a été enlevée par Anne Providence, il revient sur sa décision et part à la poursuite de la femme-pirate.
À Nassau, il parvient à soudoyer un pirate et apprend que le Capitaine Providence se rend à Maracaibo, où doit avoir lieu un marché aux esclaves. Là, on refuse au Capitaine Providence le droit de vendre Molly La Rochelle après que le docteur du Sheba Queen a expliqué qu'elle avait été enlevée à son mari. De rage, Anne Providence fait prisonnier le docteur et s'apprête à quitter l'île lorsque La Rochelle et son navire arrivent. Afin d'éviter de se faire tirer dessus, Providence fait attacher la prisonnière à la proue de son navire, dans la ligne de mire de ses adversaires. Elle en profite alors pour les couler, et fait à nouveau prisonnier Pierre François La Rochelle.
Décidée à se venger, elle fait déposer La Rochelle et sa femme sur l'île du Mort, ainsi surnommée parce que loin de toute terre, sans ombre ni source d'eau potable, et reste à son large en attendant leur mort. Les nuits qui suivent, elle est la proie de cauchemars, et le docteur lui explique qu'il s'agit du remords qu'elle éprouve. Le lendemain, elle envoie le docteur avec une barque, une carte, des instruments de navigation et de la nourriture rejoindre les époux. Surgit alors le navire de Barbe Noire. Le Capitaine Providence ordonne alors à ses hommes de l'affronter, afin de protéger ceux sur l'île, mais le combat tourne en sa défaveur. Bien vite, elle se retrouve la seule encore vivante à bord de son vaisseau. Elle choisit de proposer un défi à son mentor, qui est prêt à accepter, mais c'est alors qu'elle est emportée par un coup de canon.

## Fiche technique
- Titre original : Anne of the Indies
- Titre français : La Flibustière des Antilles
- Réalisation : Jacques Tourneur
- Scénario : Philip Dunne, Arthur Caesar, d'après la nouvelle Anne of the Indies de Herbert Ravenel Sass parue dans le Saturday Evening Post en novembre 1947
- Direction artistique : Lyle Wheeler, Albert Hogsett
- Décors : Thomas Little, Claude Carpenter
- Costumes : Edward Stevenson
- Photographie : Harry Jackson
- Son : E. Clayton Ward, Harry M. Leonard
- Montage : Robert Fritch
- Musique : Franz Waxman
- Production : George Jessel
- Société de production : Twentieth Century-Fox Film Corporation
- Société de distribution : Twentieth Century-Fox Film Corporation
- Pays d’origine :  États-Unis
- Langue originale : anglais
- Format : couleur (Technicolor) — 35 mm — 1,37:1 —  son Mono (Western Electric Recording)
- Genre : Film dramatique, Film d'aventure, Film d'action
- Durée : 81 minutes (87 minutes en version director's cut)
- Dates de sortie : 
  - États-Unis : 24 octobre 1951 (première à New York)
  - France : 12 septembre 1952

## Distribution
- Jean Peters  (V.F. : Sylvie Deniau) : capitaine Anne Providence
- Louis Jourdan  (V.F. : Michel Gudin) : capitaine Pierre François La Rochelle
- Debra Paget  (V.F. : Béatrice Brunell) : Molly La Rochelle
- Herbert Marshall  (V.F. : Richard Francoeur) : docteur Jameson
- Thomas Gomez  (V.F. : Jean Toulout) : Barbe Noire
- James Robertson Justice  (V.F. : Pierre Morin) : Red Dugal
- Sean McClory (V.F. : Claude Bertrand) : Hackett
- Olaf Hytten  (V.F. : Georges Hubert) : capitaine Harris
- Holmes Herbert  (V.F. : Jacques Berlioz) : capitaine anglais
- Francis Pierlot : Herkimer
- Sean McClory : Hackett
- Lester Matthews : Wherry
- William Walker : un domestique
- Sheldon Jett : un aubergiste
- Gene Ramey : un chanteur dans la taverne
- Carleton Young : un pirate
- Bob Stephenson : le serveur dans la taverne
- Barry Brooks : un marin
- Harry Carter : un pirate
- Lynn Davis : une femme
- Sam Harris : un officier britannique
- Dan Quigg : un marin
- Harry Wilson : un pirate
- Mario Siletti : le commissaire du marché aux esclaves
- Douglas Bennett : le lutteur d'ours
- Bill Walker : un domestique
- Byron Nelson : le montreur d'ours
- Lillian Molieri : une esclave
- Hera Sonkur : une esclave
- Noel Toy : une esclave

## Accueil
« Indeed, everyone in this picture, outside of Mr. Gomez in that filthy black beard, look like good, normal middle-class people milling around in one of those night clubs they call the Robber's Den. And the things that they do in accordance with a script by Philip Dunne and Arthur Caesar and under the direction of Jacques Tourneur are no more dashing in execution than the usual social traffic in such a place.
Perhaps it was even impossible for the actors themselves to enthuse over a lady pirate with the face of a photographer's model and the swashbuckling airs of a lass in Miss Twitt's Finishing School.
En fait, tout le monde dans ce film, à part M. Gomez avec sa crasseuse barbe noire, ressemble à une foule de membres de la classe moyenne dans un night-club qui s'appellerait "La Tanière du Voleur". Et ce qu'ils font en suivant le script de Philip Dunne et Arthur Caesar sous la direction de Jacques Tourneur n'est pas plus excitant que la société habituelle dans un tel endroit.
Il n'était peut-être pas possible pour les acteurs eux-mêmes de s'enthousiasmer pour une femme pirate avec le visage d'un modèle de photographe et l'allure fanfaronne d'une jeune élève de la classe de Miss Twitt. »

— Bosley Crowther, New-York Times, 25 octobre 1951

## Commentaires
- C'est le premier film mettant en vedette une femme pirate[1]
- Film édité en haute définition DVD et Blu-ray 2019 Hollywood classics